# Ann Miller
Johnnie Lucille Collier (12 tháng 4 năm 1923  - 22 tháng 1 năm 2004), thường được biết đến với nghệ danh Ann Miller, là một vũ công, ca sĩ, và nữ diễn viên người Mỹ. Bà được chú ý đến trong các vai diễn thuộc các vở nhạc kịch điện ảnh cổ điển Hollywood những năm 1940 và 1950. Buổi đầu sự nghiệp, bà tham gia diễn xuất trong You Can Take It with You (1938) của Frank Capra và bộ phim Room Service (1938) của Marx Bros. Sau đó, bà tham gia bộ phim kinh điển nhạc kịch Easter Parade của Vincent Trinelli (1948), On the Town (1949) của Stanley Donen và Kiss Me Kate (1953) của George Sidney. Vai diễn điện ảnh cuối cùng của bà là trong Mulholland Drive (2001) của David Lynch.
Năm 1960, Miller nhận được một ngôi sao trên Đại lộ Danh vọng Hollywood.

## Thiếu thời
Johnnie Lucille Collier chào đời ở Chireno, Texas. Bà sống ở Houston, Texas cho đến lúc 9 tuổi, khi cha mẹ bà li dị. Bà và mẹ sau đó cùng chuyển đến Los Angeles. Vì mẹ bị điếc, việc tìm kiếm bàng việc là khó khăn với bà. Tuy nhiên, vì trông già hơn trước tuổi, bà bắt đầu làm vũ bàng trong các hộp đêm, tự kiếm tiền nuôi bản thân và mẹ. Vào thời gian này, bà đã chọn nghệ danh Ann Miller, cái tên mà bà mang theo trong suốt sự nghiệp của mình.

## Đời tư
Miller kết hôn ba lần, với Reese Llewellyn Milner năm 1946, với William Moss năm 1958 và Arthur Cameron năm 1961, giữa những cuộc hôn nhân là các buổi hẹn hò với những người nổi tiếng như Howard Hughes, Conrad Hilton và Louis B. Mayer. Trong cuộc hôn nhân với Reese Llewellyn Milner, khi đang mang thai con gái Mary trong ba tháng cuối, bà bị Milner ném xuống cầu thang và chuyển dạ sớm. Đứa bé chỉ sống vỏn vẹn ba giờ vào ngày 12 tháng 11 năm 1946.

## Qua đời
Miller qua đời, ở tuổi 80, vì bệnh ung thư phổi vào ngày 22 tháng 1 năm 2004. Hài cốt của bà được chôn cất tại Nghĩa trang Holy Cross ở Thành phố Culver, California.
Với những đóng góp của mình cho ngành bàng nghiệp phim ảnh, Miller có một ngôi sao trên Đại lộ Danh vọng Hollywood tại 6914 Hollywood Blvd. Năm 1998, một Ngôi sao vàng trên Palm Springs, California, Walk of Stars được dành riêng cho bà. Để tôn vinh sự đóng góp của Miller cho ngành khiêu vũ. Viện Smithsonian cũng trưng bày đôi giày tap yêu thích của bà, mà bà gọi một cách tinh nghịch là là "Moe và Joe".